# سنيكيريلا
سنيكيريلا (بالإنجليزية: Sneakerella)‏ هو فيلم كوميدي موسيقي أمريكي لعام 2022، من إخراج إليزابيث ألين روزنباوم وسيناريو ديفيد لايت وجوزيف راسو وتمارا تشيستنا وميندي ستيرن وجورج غور الثاني. من إنتاج قناة ديزني وجين ستارتز، صدر الفيلم في ديزني + في 13 مايو 2022.

## روابط خارجية
- سنيكيريلا على موقع IMDb (الإنجليزية)
- سنيكيريلا على موقع روتن توميتوز (الإنجليزية)
- سنيكيريلا على موقع ألو سيني (الفرنسية)
- سنيكيريلا على موقع قاعدة بيانات الفيلم (الإنجليزية)
- سنيكيريلا على موقع ليتربوكسد (الإنجليزية)
- سنيكيريلا على موقع كينوبويسك (الروسية)